# Eriochiton propespinosus
Eriochiton propespinosus är en insektsart som beskrevs av Hodgson 1994. Eriochiton propespinosus ingår i släktet Eriochiton och familjen filtsköldlöss. Inga underarter finns listade i Catalogue of Life.